# آركنت

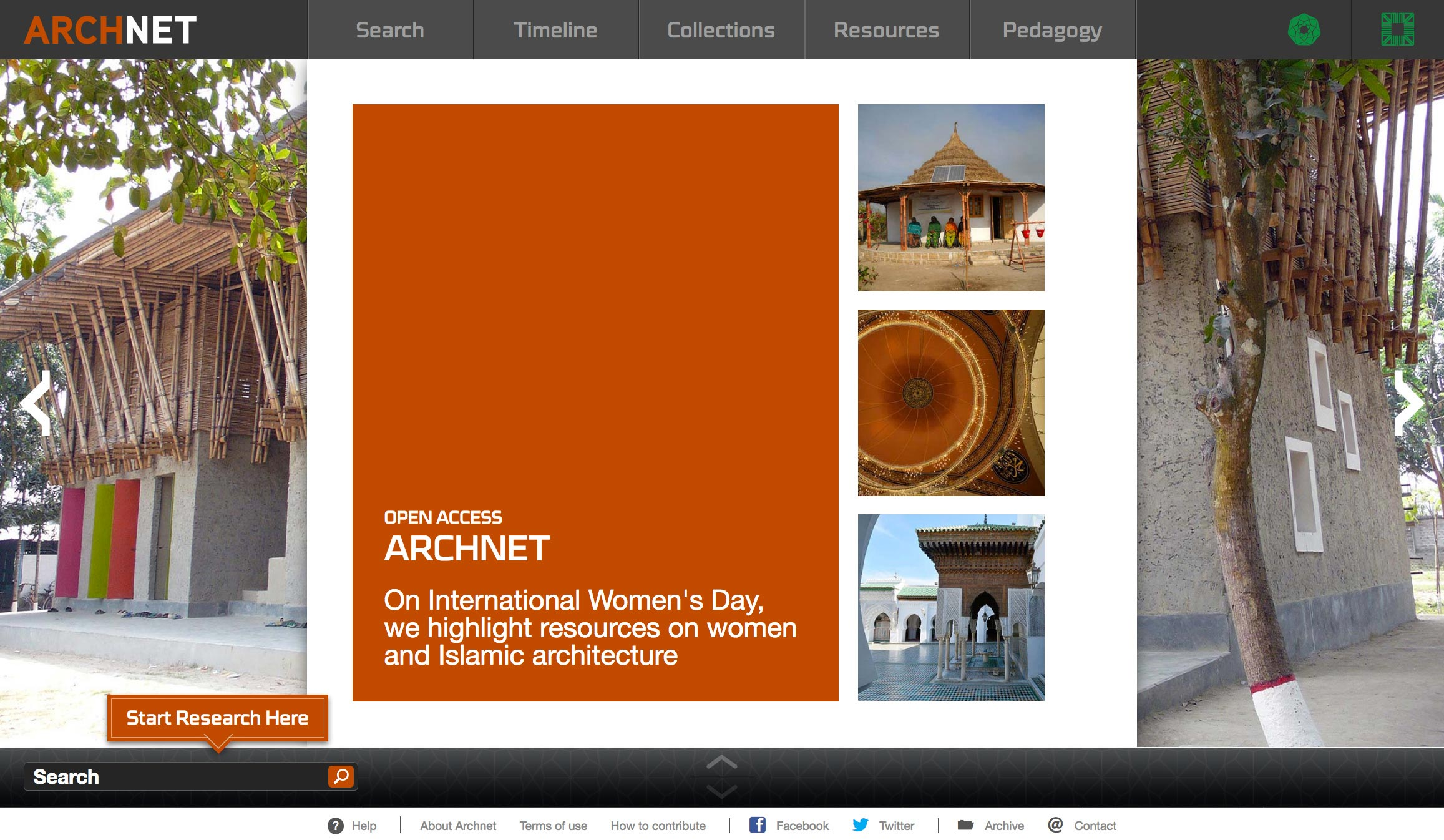

آركنيت (www.archnet.org) هو أكبر بنك بيانات على الإنترنت يختص في بالعمارة الإسلامية> طور قاعدة البيانات هذه ]] كلية العمارة والتخطيط في معهد ماساتشوستس للتكنولوجيا بالتعاون مع مؤسسة آغا خان للثقافة. يتيح الموقع للمستخدمين الحصول على مصادر عن العمارة والتصميم الحضري والتنمية في العالم الإسلامي مجاناً.

## أركنت-ايجار
أركنت-ايجار (ArchNet - IJAR) هي مجلة دولية للأبحاث المعمارية على شبكة الأنتيرنت، تنشر مقالات أكاديمية تتعلق بالهندسة المعمارية، تخطيط ودراسات البيئة المبنية.

## وصلات خارجية
- موقع آركنت